# Strato miscelato
In meccanica dei fluidi, lo strato miscelato è lo strato in cui un determinato spessore di un fluido è stato omogeneizzato dall'azione della turbolenza. In particolare lo strato miscelato superficiale è uno strato dove la turbolenza è generata dai venti, flussi termici di superficie o da processi come l'evaporazione o la formazione del ghiaccio, che danno luogo ad un incremento della salinità.
Lo strato miscelato atmosferico è una zona in cui la temperatura potenziale e la capacità termica sono pressoché costanti al variare dell'altezza. Lo spessore dello strato miscelato atmosferico è noto come altezza di miscelazione. La turbolenza gioca tipicamente un ruolo importante nella formazione di strati miscelati nei fluidi.

## Strato miscelato oceanico

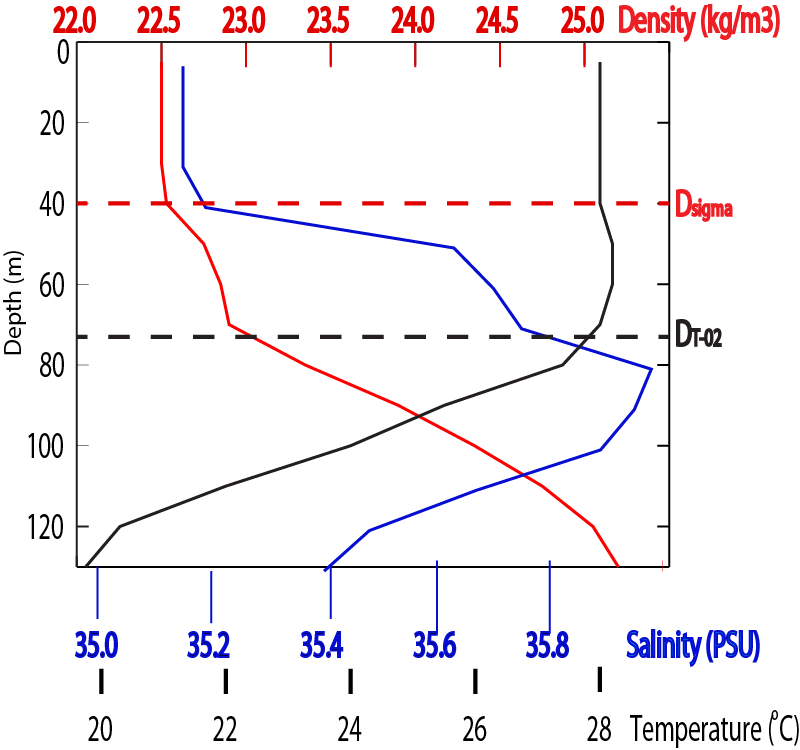
Spessore di uno strato barriera a profilo Argo, misurato il 31 gennaio 2002 nell'Oceano Indiano.
A) La linea rossa rappresenta il profilo di densità, la blu la salinità.
B) La profondità dello strato miscelato D_{T-02} è la profondità a cui la temperatura della superficie si è raffreddata di 0,2 °C (linea tratteggiata nera).
C) Lo strato miscelato funzione della densità D_{sigma}, si trova a 40 m (linea tratteggiata rossa) e viene definito come la densità superficiale più la differenza di densità apportata da un incremento di temperatura di 0.2 °C. Al di sopra di D_{sigma}, l'acqua è sia isoterma che isoalina.
D) La differenza tra D_{T-02} e D_{sigma} rappresenta lo spessore dello strato barriera (frecce blu).

### Importanza dello strato miscelato
Gli strati miscelati giocano un ruolo importante nella determinazione degli aspetti fisica del clima. Dal momento che la capacità termica dell'acqua dell'oceano è molto più elevata di quella dell'aria, i primi 2,5 metri di acqua del mare contengono altrettanto calore che l'intera atmosfera soprastante. Questo implica che il calore necessario per variare di 1 °C la temperatura di uno strato miscelato di 25 m, sarebbe sufficiente ad innalzare di 10 °C la temperatura atmosferica. Lo spessore dello strato miscelato è di conseguenza molto importante nel determinare le escursioni termiche delle regioni oceaniche e costali. In aggiunta, il calore immagazzinato negli strati miscelati oceanici rappresenta una fonte di calore che può determinare fenomeni di variabilità a livello globale come El Niño.
Lo strato miscelato è inoltre importante perché la sua profondità determina il livello medio di luce che può raggiunger gli organismi marini. In strati miscelati molto profondi, le minuscole piante marine note come fitoplancton non sono in grado di ricevere un quantitativo di luce sufficiente a mantenere il loro metabolismo. L'ispessimento dello strato miscelato invernale nel Nord Atlantico è perciò associato ad una consistente diminuzione della clorofilla a in superficie. Tuttavia questa miscelazione profonda ricostituisce anche le scorte superficiali di nutrienti, cosicché quando lo strato miscelato primaverile risale verso la superficie e il livello di luce aumenta, si associa spesso ad un concomitante incremento della biomassa di fitoplancton, noto come fioritura primaverile.

### Formazione dello strato miscelato oceanico
Sono tre le fonti primarie di energia che danno luogo a un mescolamento turbolento all'interno dello strato miscelato in oceano aperto. La prima sono le onde del mare, che agiscono in due modi dei quali il primo è la generazione di turbolenza vicino alla superficie dell'oceano, il che provoca un rimescolamento che conduce in basso l'acqua più leggera. Questo processo inietta una grande quantità di energia nei primi pochi metri di acqua superficiale, ma la maggior parte di questa energia viene dissipata rapidamente. Se le correnti oceaniche variano con la profondità, le onde possono interagire con loro per innescare il processo noto come circolazione di Langmuir, grandi vortici che si estendono fino a profondità di decine di metri.
La seconda fonte primaria è data dalle correnti generate dal vento, che creano strati in cui si hanno sforzi di taglio collegati alle differenti velocità. Quando questi frizionamenti raggiungono un'intensità sufficiente, possono intaccare il fluido stratificato. Questo processo viene spesso descritto e modellato come un esempio dell'instabilità di Kelvin-Helmholtz, anche se altri processi possono entrare in gioco. Si può infine innescare il fenomeno della convezione qualora vi sia un aumento della densità alla superficie derivante da raffreddamento, aumento della salinità in seguito al congelamento dell'acqua del mare o evaporazione superficiale. Gli strati miscelati più profondi (che possono anche superare i 2000 m in regioni come il Mare del Labrador) si formano attraverso questo processo finale, che è una forma dell'instabilità di Rayleigh-Taylor. I primi modelli dello strato miscelato, come quelli di Mellor e Durbin, includevano i due processi finali. Nelle zone costiere, anche le grandi velocità dovute alle maree possono giocare un ruolo importante nella formazione dello strato miscelato.
Uno strato miscelato ha la caratteristica di essere quasi uniforme rispetto a proprietà quali la temperatura e la salinità. Le velocità invece possono esibire sforzi di taglio significativi all'interno dello strato. Il fondo dello strato miscelato è caratterizzato da un gradiente dove le proprietà dell'acqua cambiano. Gli oceanografi usano varie definizioni per indicare la profondità dello strato in un dato momento, basate su misure delle proprietà fisiche dell'acqua. Spesso è un improvviso cambio della temperatura, noto come termoclino, a marcare il fondo dello strato miscelato; altre volte si può avere anche un netto cambio della salinità, noto come aloclino. L'effetto combinato della variazione di temperatura e di densità dà luogo a un netto cambio della densità, noto come picnoclino. Si possono avere in aggiunta anche marcate variazioni nel gradiente delle sostanze nutritive (nutriclino), dell'ossigeno (oxiclino) e un picco nella concentrazione della clorofilla nel fondo dello strato miscelato stagionale.

### Determinazione della profondità dello strato miscelato oceanico

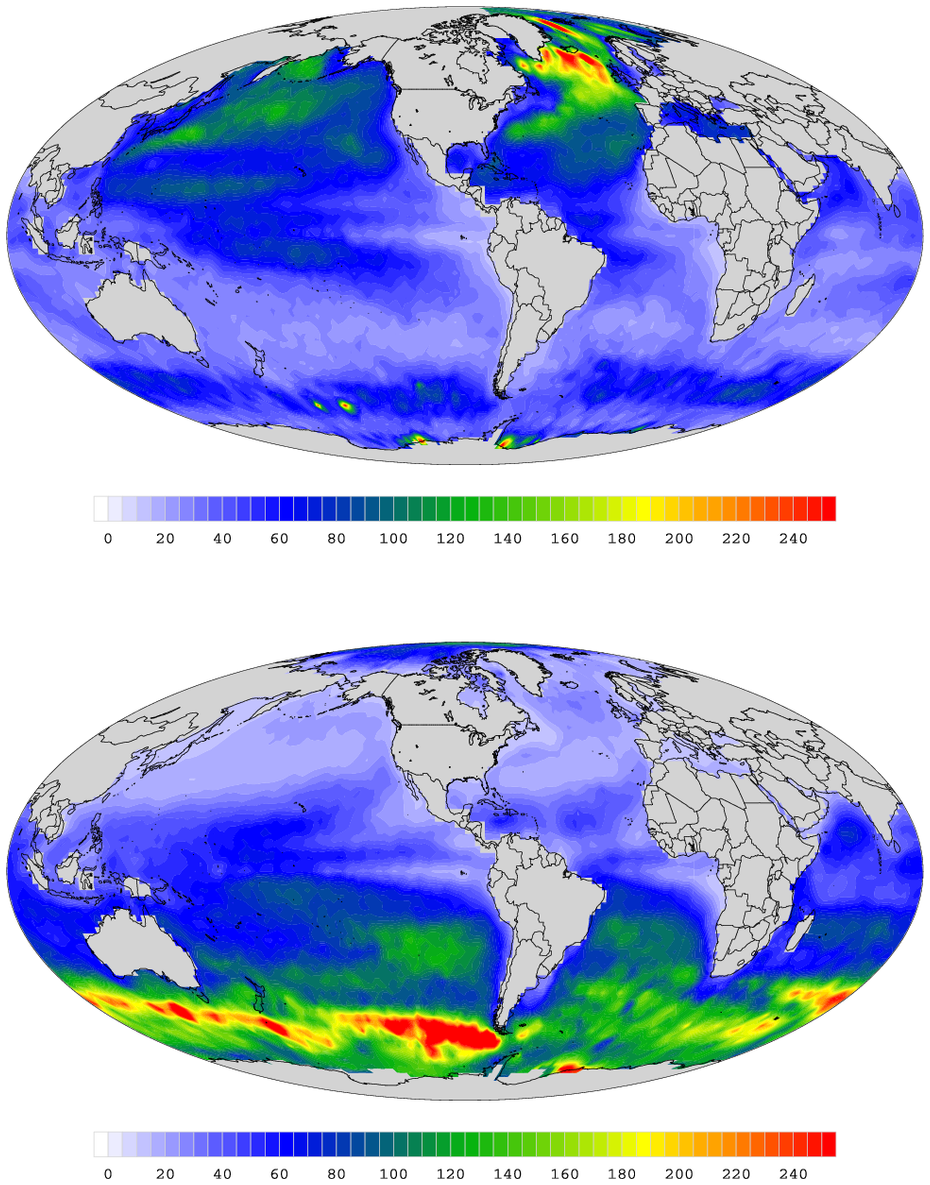
Climatologia della profondità dello strato miscelato per l'inverno (sopra) e l'estate (sotto) nell'emisfero boreale.

La profondità dello strato miscelato è spesso determinata attraverso misure idrografiche delle proprietà dell'acqua. Due criteri spesso utilizzati a questo scopo sono la temperatura e il sigma-t, cioè la variazione di densità rispetto a un valore di riferimento che è in genere la misura alla superficie.
Il criterio di temperatura usato in Levitus (1982) definisce lo strato miscelato come la profondità alla quale la variazione di temperatura rispetto alla superficie è di 0,5 °C, mentre come criterio di densità (sigma-t) viene usata la profondità alla quale si ha una variazione del sigma-t di 0,125 rispetto alla superficie. Nessuno dei due criteri implica che avvenga effettivamente all'interno dello strato un mescolamento attivo e continuato nel tempo; la profondità dello strato miscelato stimata dalle misure idrografiche è piuttosto una misura della profondità alla quale il mescolamento avviene in un periodo di poche settimane.
La profondità dello strato miscelato è infatti maggiore in inverno invece che d'estate, in ogni emisfero. Durante l'estate, l'accresciuto riscaldamento della superficie dell'acqua porta a una stratificazione più stabile, riducendo così il mescolamento dipendente dal vento. Poiché l'acqua del mare è più densa appena prima del congelamento, il raffreddamento invernale sopra l'oceano riduce sempre la stratificazione stabile, permettendo una più profonda penetrazione della turbolenza indotta dal vento, ma generando anche una turbolenza che può penetrare a maggiori profondità.

## Strato miscelato limnologico
La formazione dello strato miscelato in un lago è simile a quella dell'oceano, ma è più probabile che il rimescolamento nei laghi sia dovuto solamente alle proprietà molecolari dell'acqua. La densità dell'acqua varia con la temperatura; nei laghi, la strutturazione termica è complicata dal fatto che l'acqua dolce raggiunge la sua massima densità a 3,98 °C. Di conseguenza nei laghi dove la superficie può diventare molto fredda, lo strato miscelato si estende rapidamente verso il fondo in primavera, quando la superficie si scalda, come pure in autunno quando invece si raffredda. Questo capovolgimento è spesso importante per il mantenimento dell'ossigenazione nei laghi molto profondi.
Lo studio della limnologia comprende tutti i corpi d'acqua di entroterra, inclusi quelli con acqua salata. Nei laghi e mari salini (come il Mar Caspio), la formazione dello strato miscelato è in generale analoga a quella oceanica.

## Strato miscelato atmosferico
Lo strato miscelato atmosferico deriva dai moti convettivi atmosferici, che si attivano in particolare attorno alla metà del giorno quando l'aria alla superficie si riscalda e tende a salire venendo così rimescolata dall'instabilità di Rayleigh-Taylor. La procedura standard per determinare la profondità dello strato miscelato è di esaminare il profilo della temperatura potenziale, cioè la temperatura che l'aria avrebbe se fosse portata alla pressione trovata alla superficie senza guadagno o perdita di calore. Poiché tale incremento di pressione coinvolge la compressione dell'aria, la temperatura potenziale è più alta della temperatura potenziale costante in situ, con la differenza che aumenta al salire nell'atmosfera.
Lo strato miscelato atmosferico è definito come uno strato a temperatura potenziale (approssimativamente) costante, o come uno strato nel quale la temperatura diminuisce a un tasso di circa 10 °C/km, in assenza di nuvole. Un tale strato può anche avere un gradiente di umidità. Analogamente allo strato miscelato oceanico, le velocità non sono costanti all'interno dello strato.